# 2002 GM32
2002 GM32, também escrito como 2002 GM32, é um objeto transnetuniano que está localizado no Cinturão de Kuiper, uma região do Sistema Solar. Este corpo celeste é classificado como um plutino, pois, o mesmo está em uma ressonância orbital de 2:3 com o planeta Netuno. Ele possui uma magnitude absoluta de 9,0 e tem um diâmetro estimado com 70 km.

## Descoberta
2002 GM32 foi descoberto no dia 6 de abril de 2002 pelo astrônomo Marc W. Buie.

## Órbita
A órbita de 2002 GM32 tem uma excentricidade de 0,343 e possui um semieixo maior de 39,417 UA. O seu periélio leva o mesmo a uma distância de 25,883 UA em relação ao Sol e seu afélio a 52,952 UA.